# بانک بین‌المللی خلیج
بانک بین‌المللی خلیج (انگلیسی: Gulf International Bank) شرکت خدمات مالی و بانکداری بحرینی است، که در سال ۱۹۷۵ تأسیس شد.